# 피그미과일박쥐
피그미과일박쥐 또는 회색과일박쥐(Aethalops alecto)는 큰박쥐과에 속하는 박쥐의 일종이다.

## 분포
1995년 4월, 사라왁의 바리오 고지에서 세 점의 표본을 수집했다. 피그미과일박쥐는 말레이시아 반도와 수마트라섬 그리고 자와섬의 해발 고도 1000m 이상의 산지 숲에서 제한적으로 분포한다. 보르네오섬에서는 키나발루 산과 사바주의 크로커 산맥, 사라왁 주의 구능물루 바레오 지역에서 서식이 확인된다.